# Fokker 50

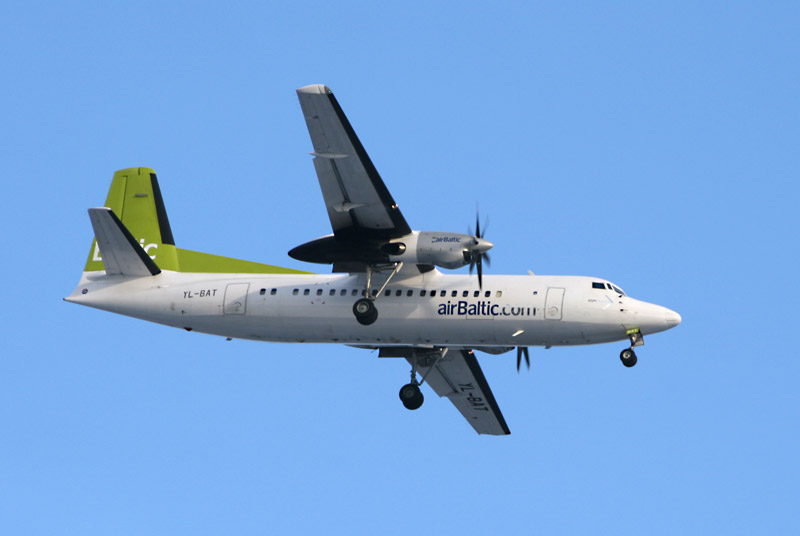
Fokker 50 linii Air Baltic

Fokker 50 – holenderski turbośmigłowy samolot pasażerski regionalnego zasięgu, skonstruowany w biurze konstrukcyjnym Fokkera. Produkcję tych maszyn zakończono w 1997 roku; do tego czasu z fabryki wyjechało 213 maszyn tego typu.

## Historia
Fokker 50 jest następcą bardzo udanej wersji Fokkera F27. W listopadzie 1983 przedstawiono projekt 50-miejscowego turbośmigłowego samolotu pasażerskiego. Fokker 50 jest oparty na kadłubie Fokkera F27-500 Friendship, ale zawiera kilka kluczowych zmian w projekcie. Przede wszystkim poprawą było użycie nowej generacji turbośmigłowych silników Pratt & Whitney Canada PW125, które dały o 12% większą prędkość przelotową i mniejsze zużycie paliwa. Pozostałe udoskonalenia obejmują nowy system awioniki i szklany kokpit EFIS (Electronic flight instrument system).
Oblot prototypu miał miejsce 28 grudnia 1985 r. Pierwszy samolot seryjny wystartował 13 lutego 1987. Certyfikacja została przyznana w maju 1987, a pierwszy samolot trafił do Lufthansy Cityline w sierpniu 1987.
15 marca 1996 Fokker ogłosił upadłość. Powodem upadku przedsiębiorstwa były problemy finansowe. Ostatni egzemplarz wyjechał z fabryki dla Ethiopian Airlines w maju 1997.

## Katastrofy
- Lot Malysia Airlines 2133
- Katastrofa lotu Luxair 9642
- Katastrofa lotu Kish Air 7170